# نبرد هاب
نبرد هاب (عربی: معركة هاب)، نبردی است در ۱۴ اوت ۱۱۱۹ میان نیروهای صلیبی به رهبری بالدوین دوم اورشلیم و نیروهای مسلمان با رهبری ایلغازی ماردین که با پیروزی صلیبیون همراه بود. این نبرد سبب شد تا وضعیت شاهزاده‌نشین انطاکیه پس از چندین شکست ثبات بگیرد. همچنین بالدوین دوم موفق که برای بار دیگر قلعه‌هایی که ایلغازی مسخر کرده بود را بازپس گیرد.